# Црногорац (новине)
Црногорац је био црногорски штампани недељник. Био је први лист у Црној Гори, за политику и књижевност, а касније од (25 броја) само за политику. Почео је да излази 23. јануара 1871. године на Цетињу. Лист је био у служби ондашње црногорске управе и један од гласила Уједињене омладине српске. И уредници и издавачи листа су били истакнути чланови Уједињене омладине српске. Уредник је био војвођански песник и новинар Симо Поповић, а власник и издавач књажев секретар Јован Сундечић, такође песник и публициста (раније православни свештеник у Далмацији). Симо Поповић је писао опширне чланке нападајући Турску и Аустроугарску, због чега је често долазио у сукоб са књазом Николом, који је из политичких разлога морао да тактизира. Под називом Црногорац лист је излазио до 15. фебруара 1873. год. (106 бројева) када је обустављено његово даље излажење због забране растурања на територији Турске и Аустроугарске.

Црногорац је морао бити вјечнто наоружани стражар српске слободе, која се после пропасти наше славне царевине спустила у стијење црногорско, да послије толикијех мучнијех вјекова измучено робље српско опет заграје својом оживљујућом свјетлошћу.
— Из уводника првога броја

Црногорац је у априли 1873. године наставио да излази под називом Глас Црногорца. Под тим именом излазио је редовно као „недељни лист за политику и књижевност” до 1. октобра 1877. године када прави прекид због ратне ситуације. Од 6. јануара 1889. године продужује редовно излажење и излази до 20. децембра 1915. године. Тада, опет због ратних прилика, престаје да излази, а обновљен је у емиграцији 1917. године године. Излазио је до 18. јуна 1922. године, прво у Неју код Париза, а затим у Риму.
Уредник Сима Поповић био је један од активних чланова Уједињене омладине српске и близак сарадник Светозара Милетића па је он и највише допринео да лист Црногорац постане главни пропагатор Уједињене омладине и идеја Светозара Марковића. На писање листа било је од утицаја и присуство на Цетињу других угледних чланова Уједињене омладине као што су: Марко Миљанов, Машо Врбица, Милан Костић, Васо Пелагић. 1871. год. Цетиње су посетили и изасланици Светозара Милетића (Лазар Костић, Миша Димитријевић, М. Кујунџић, Ђ. Влајковић и С. Угринић) који су заједно са присталицама из Црне Горе одржали тајни састанак и донели статут За ослобођење и уједињење српско.
За политичку оријентацију листа од посебне је важности био боравак Васе Пелагића у Црној Гори. Писао је чланке у којима је пропагирао ослобођење, али и идеје Париске комуне.
Поред осталих, уредници у Гласу Црногорца били су и : Јован Павловић (1877—1880) и Лаза Костић (1885—1891).
Сарадници: Вук Врчевић, Јован Јовановић Змај, Љубомир Ненадовић, Симо Матавуљ, Стјепан Митров Љубиша, Валтазар Богишић.
Глас Црногорца обнавља своје излажење у последњој деценији 20. вијека али се убрзо и гаси.